# قرية فاندنبيرغ (كاليفورنيا)
قرية فاندنبيرغ (بالإنجليزية: Vandenberg Village, California)‏ هي منطقة سكنية تقع في الولايات المتحدة في مقاطعة سانتا باربارا، كاليفورنيا. يقدر عدد سكانها بـ 6,497 نسمة ومساحتها 13.590 كم2 وترتفع عن سطح البحر 114 متر.